# John Collier
L'honorable John Maler Collier, OBE (27 de gener de 1850 - 11 d'abril de 1934) va ser un artista i escriptor anglès. Va pintar dins el moviment prerafaelita, i va ser un dels més prominents retratistes de la seva generació. Els seus dos matrimonis varen ser amb filles de Thomas Henry Huxley. Va estudiar a l'Acadèmia de Belles Arts de Múnic on es va matricular el 14 d'abril de 1875 (Registre: 3145) a l'edat de 25.

## Família
Collier era d'una família culta i d'èxit. El seu avi, John Collier, va ser un comerciant Quaker que es va convertir en membre del Parlament. El seu pare (que també era un membre del Parlament, el fiscal general i, durant molts anys, jutge a temps complet del Consell Privat) va ser el primer Lord Monkswell. També va ser membre de la Royal Society of British Artists. El germà gran de John Collier, el segon Lord Monkswell, va ser subsecretari d'Estat de la Guerra i President del Consell del Comtat de Londres.

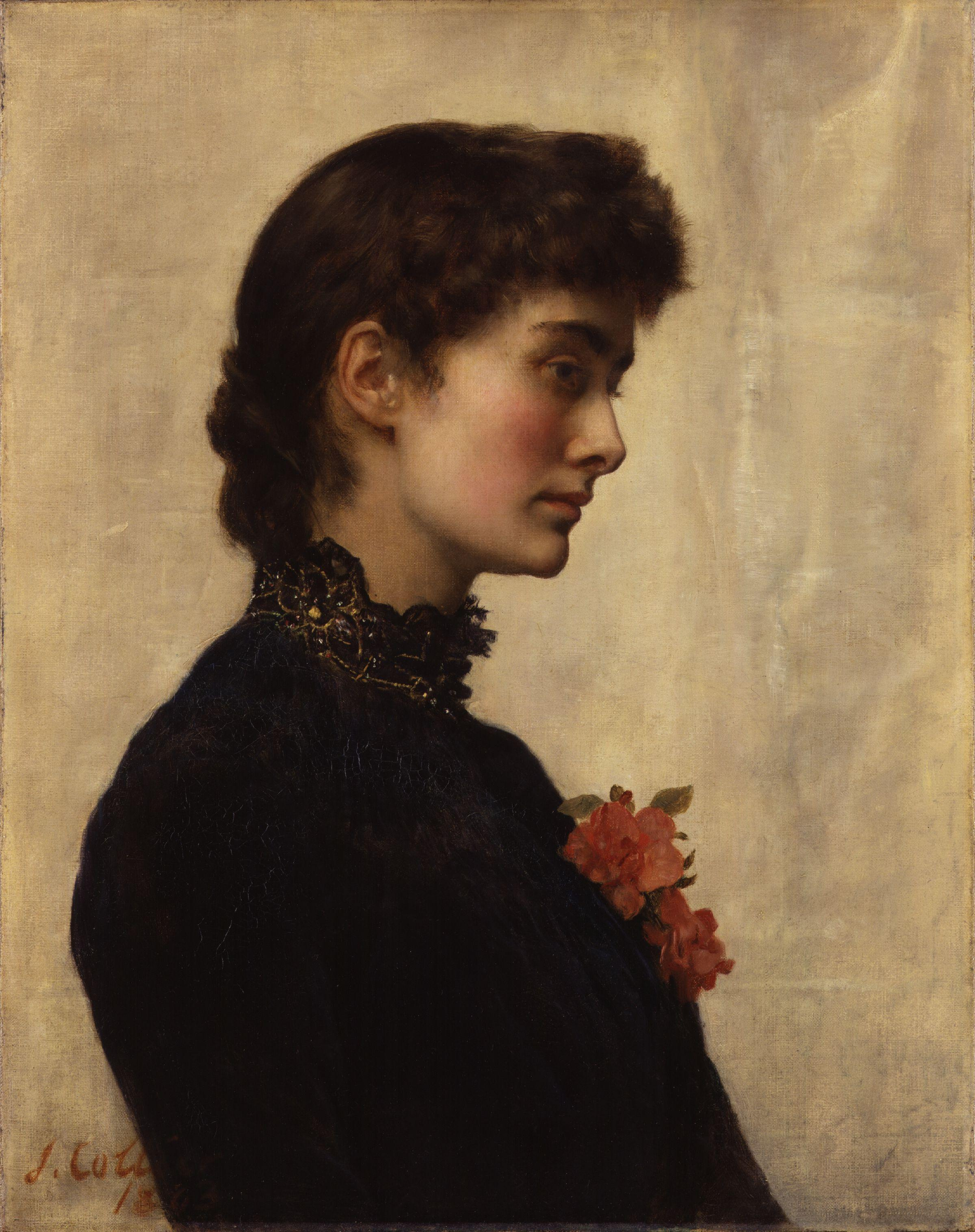
La seva primera esposa, Marian Huxley, 1883

En el seu temps, Collier va esdevenir una part integral de la família de Thomas Henry Huxley, president de la Royal Society de 1883 a 1885. Collier es va casar amb dues de les filles de Huxley i tenia "en termes d'amistat íntima" amb el seu fill, l'escriptor Leonard Huxley. La primera esposa de Collier, el 1879, va ser Marian (Mady) Huxley. Era un pintora que, igual que el seu marit, va estudiar a la Slade i va exposar a la Royal Academy i en altres llocs. Després del naixement de la seva única filla, Marian va patir una depressió severa postpart i va ser traslladada a París per rebre tractament on, però, va contreure pneumònia i va morir el 1887.
El 1889 Collier es va casar amb Ethel Huxley, la germana més jove de Mady. Fins al 1907 aquesta mena de matrimoni amb un familiar de la difunta estava prohibit per llei a Anglaterra, i per aquest motiu la cerimònia va tenir lloc a Noruega. Joyce, la filla del seu primer matrimoni, va ser una retratista miniaturista, i membre de la Reial Societat de Pintors Miniaturista. Amb la seva segona esposa va tenir una filla i un fill, sir Laurence Collier, qui va ser l'ambaixador britànic a Noruega entre 1941–1951.

## Temes
La gamma dels subjectes dels retrats de Collier era àmplia. El 1893, per exemple, els seus temes inclouen el bisbe de Shrewsbury (sir Lovelace Stamer); Sir John Lubbock; A N Hornby (Capità dels Once de Lancashire); sir Edward Augustus Inglefield (Almirall i explorador de l'Àrtida).

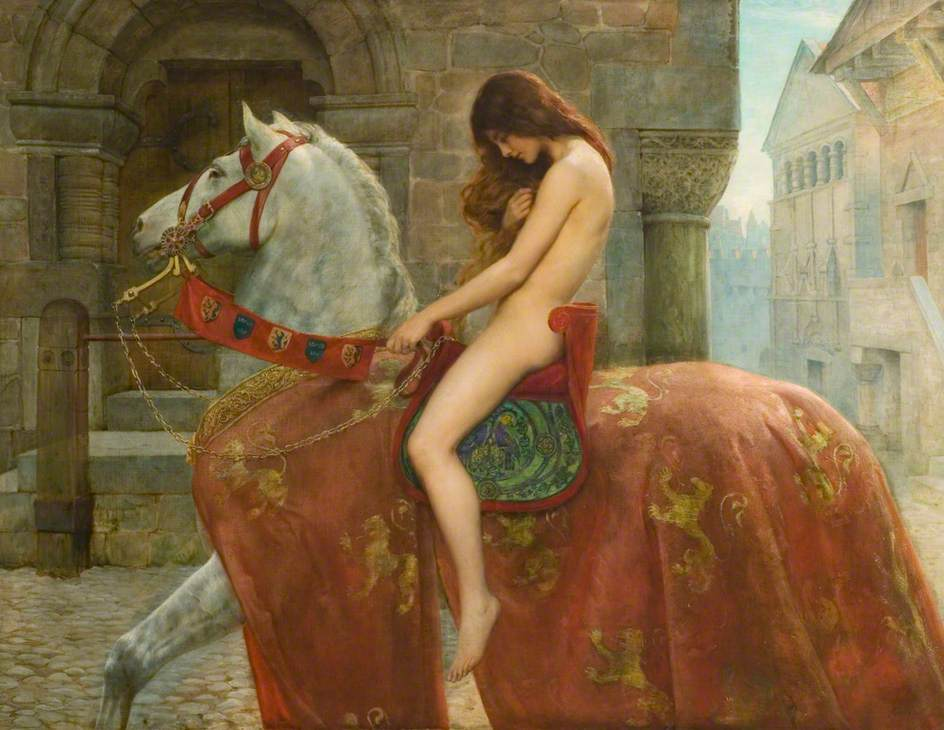
Lady Godiva ~1898, Herbert Art Gallery & Museum

El seu retrat encarregat pel Duc de York (més tard Jordi V) com a Mestre de Trinity House el 1901, i el del Príncep de Gal·les (més tard Eduard VIII) varen ser els seus retrats reials importants. La seva darrera obra està penjada a la Durbar Hall de Jodhpur, Rajputana.

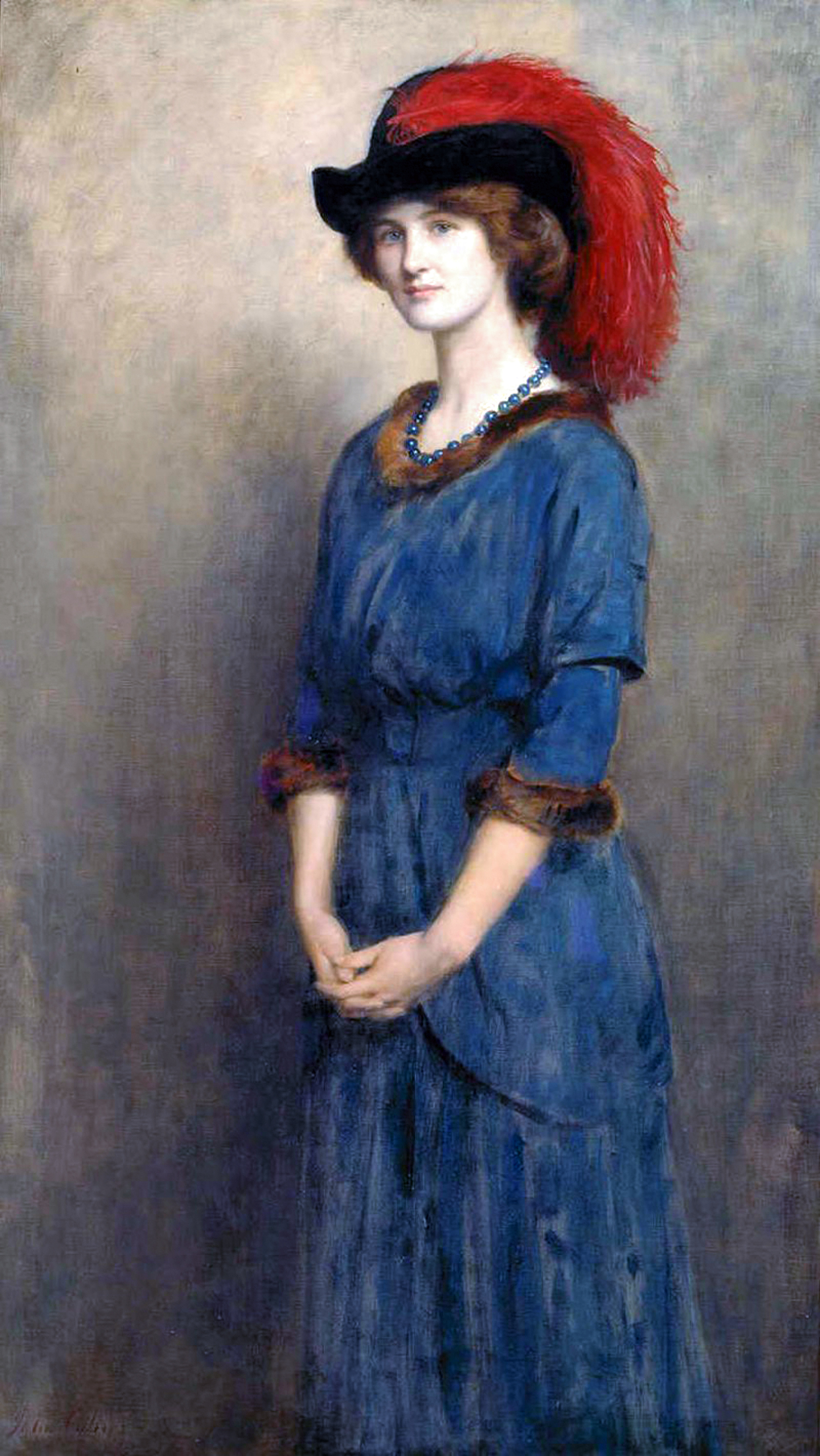
Angela McInnes per Collier, 1914

Altres subjectes inclosos són dos Lord canceller (el comte de Selborne el 1882 i el comte de Halsbury el 1897); el president de la Cambra dels Comuns del Regne Unit, William Gully, (1897); personatges del món jurídic d'alt nivell, com el President del Tribunal Suprem, Lord Alverstone (1912) i el Master of the Rolls, sir George Jessel (1881); Rudyard Kipling (1891); el pintor Lawrence Alma-Tadema (1884); els actors J.L. Toole (1887) Madge Kendal, Ellen Terry i Herbert Beerbohm Tree (en Les alegres comares de Windsor) (1904); caps d'institucions educatives com el Mestre de Balliol Edward Caird (1904), l'Alcaid de Wadham G.E. Thorley (1889) i el Provost d'Eton (1897). Soldats com el Mariscal de Camp Kitchener de Khartum (1911) i el Mariscal del Camp Frederick Haines (1891); dos indi maharajahs, inclòs el Maharajah de Nepal (1910); i científics que inclouen Charles Darwin (1882), el sogre de l'artista professor Huxley (1891), William Kingdom Clifford, James Prescott Joule i sir Michael Foster (1907).
Clark informa d'un total de trenta-dos retrats de la família Huxley durant el mig-segle posterior al seu primer matrimoni.

## Reputació pòstuma

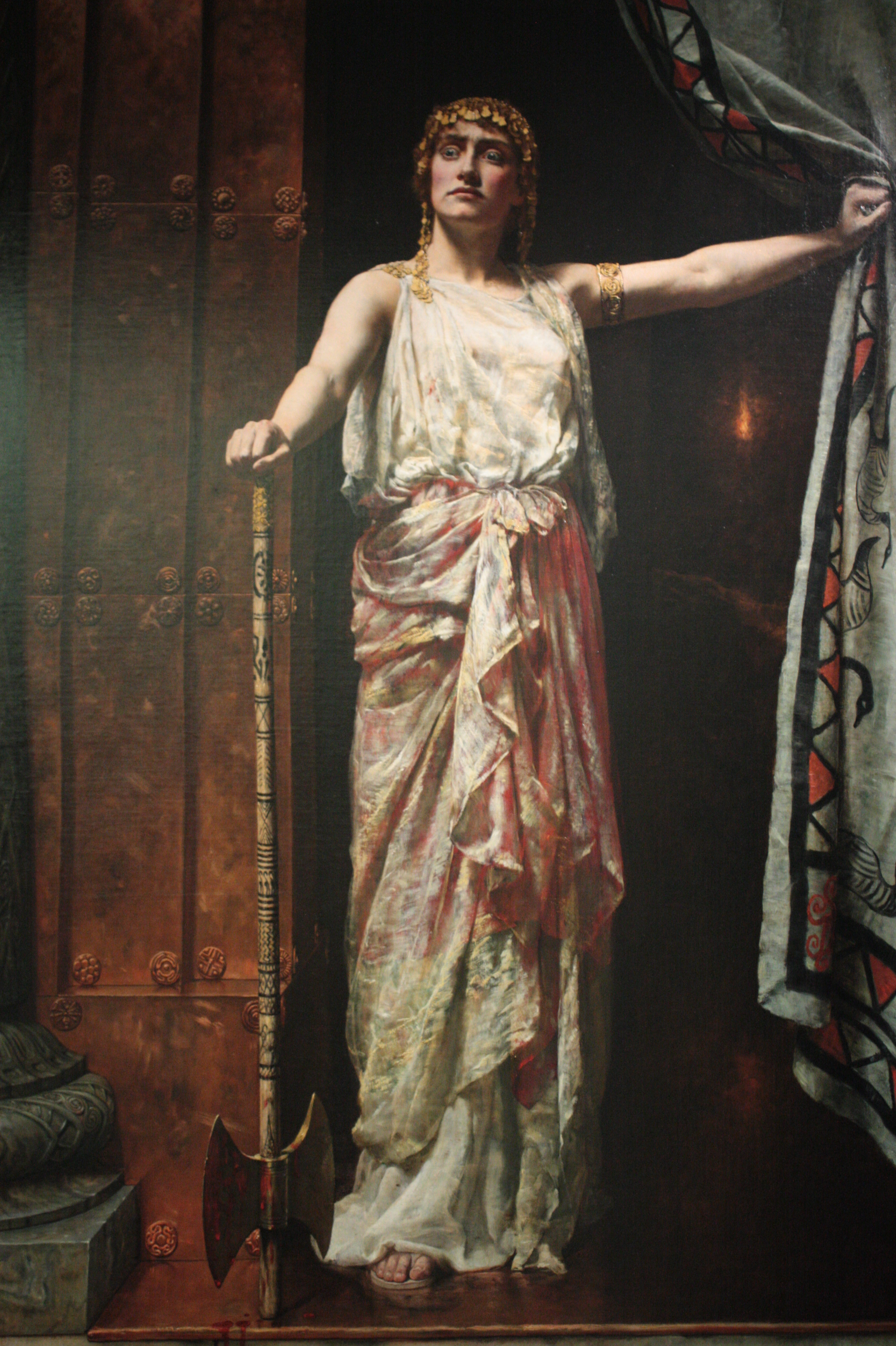
Clitemnestra per John Collier, 1882

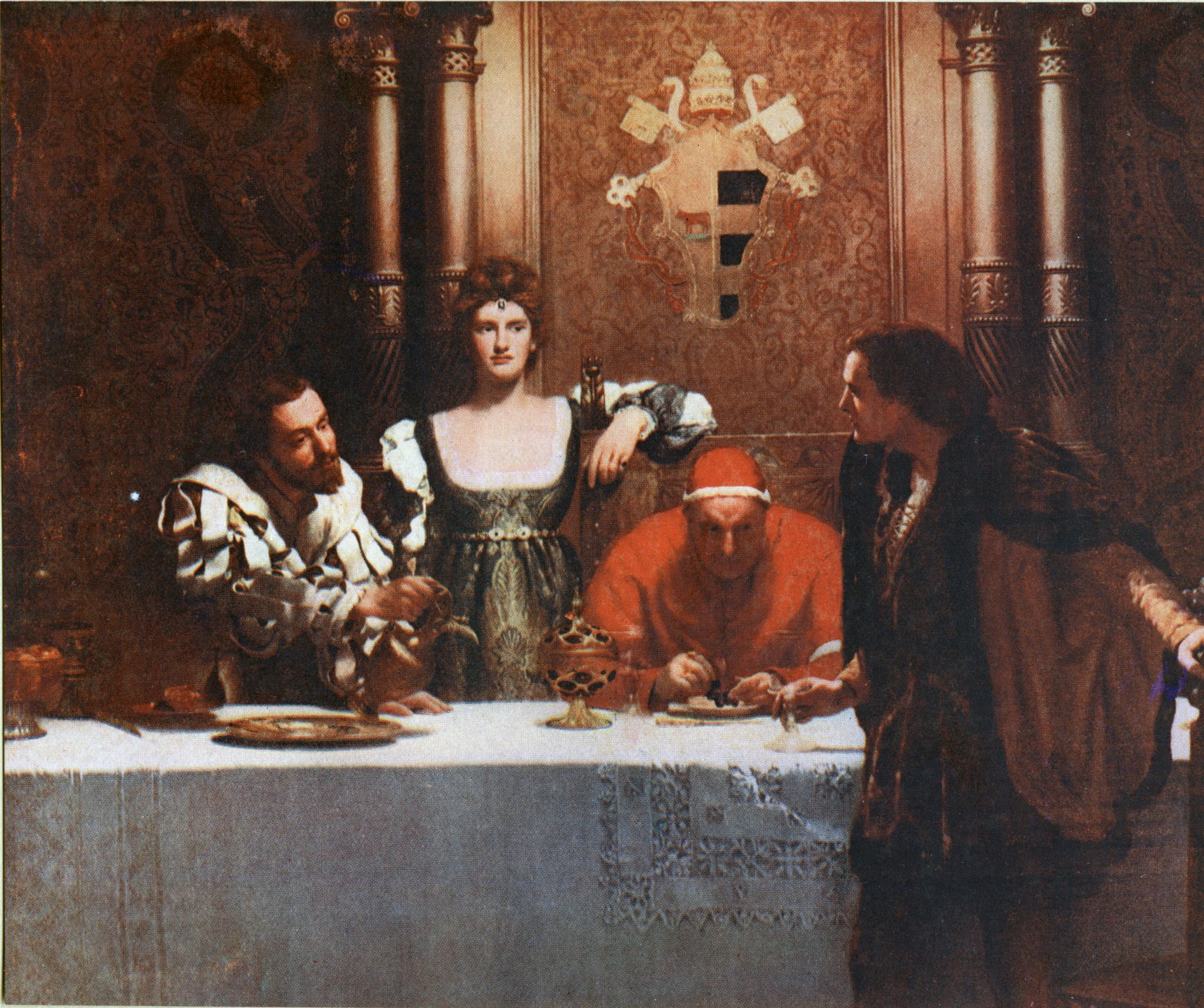
Un got de vi amb Cèsar Borja 1893

Collier va morir el 1934. La seva entrada al Diccionari Nacional de Biografies (volum per 1931–1940, publicat el 1949) compara la seva obra amb la de Franc Holl per la seva solemnitat. Això només és cert, però, en molts dels seus retrats de distingits ancians; els retrats dels homes més joves, les dones i els nens, i les seves anomenades "imatges problema", que representen escenes de la vida quotidiana, sovint són molt més brillants i fresques.
La seva entrada al Diccionari d'Art (1996 vol 7, p569), de Geoffrey Ashton, destaca la invisibilitat dels seus cops de pinzell com a "més emocionant i l'ús pla de la pintura" però contrasta amb "el seu fort i sorprenent sentit del color" que "va crear una desconcertant versemblança d'estat i aspecte".
El Diccionari de Pintors de Retrat de la Gran Bretanya fins a 1920 (1997) descriu els seus retrats com "obra pictòrica amb un ús fresc de la llum i el color".

## Col·leccions públiques
Setze de les pintures de John Collier es troben en les col·leccions de la National Portrait Gallery de Londres, dos a la Tate Gallery i un, un autoretrat de 1907, en la Galeria dels Uffizi de Florència, encarregat probablement com a part de la seva reconeguda col·lecció de autoretrats d'artistes.
Quatre de les pintures de la National Portrait Gallery estan (a desembre de 1997) exposades al públic: les de John Burns William Huggins, Thomas Huxley (el sogre de l'artista) i Charles Darwin (les còpies dels dos últime també s'exhibeixen de forma destacada a la part alta de l'escala al club d'Athenaeum de Londres).
Altres quadres es poden veure en cases i institucions obertes al públic: el seu retrat d'Earl d'Onslow (1903), per exemple, en el Clandon Park, Surrey (National Trust for Places of Historic Interest or Natural Beauty). Les reproduccions de moltes altres obres, de diverses col·leccions, es poden consultar a la Heinz Archive and Library de la National Portrait Gallery, i una selecció molt bona està publicada en Pollock (1914). Obres de John Collier van ser també incloses en la gran exposició de quadres de l'època victoriana muntada per l'Arts Council el 1978 (catàleg, pàg 27).

## Visions d'ètica i religió

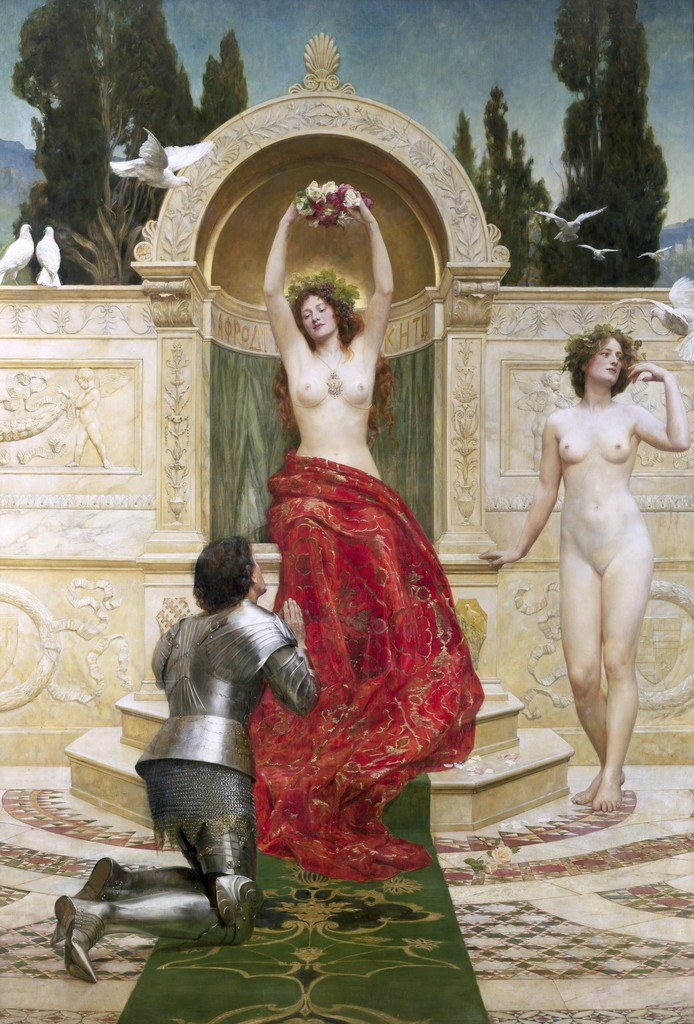
Tannhäuser en el Venusberg 1901

La visió de Collier sobre la religió i l'ètica és interessant per la seva comparació amb les visions de Thomas i Julian Huxley, els quals havien donat Conferències Romanes sobre el tema. A La religió d'un artista (1926) Collier explica "[el llibre] es refereix principalment a l'ètica a banda de la religió ... Estic esperant un moment en què l'ètica prengui el lloc a la religió ... La meva religió és realment negativa. [Els beneficis de la religió] es poden aconseguir per altres mitjans que són menys propicis per a la lluita i que posen menys pressió sobre les facultats de raonament". A la moralitat secular: "La meva norma és francament utilitària. Com que la moralitat és intuïtiva, crec que es pot reduir a un impuls inherent de bondat envers els nostres conciutadans.". Els seus punts de vista sobre l'ètica, per tant, estaven molt a prop de l'agnosticisme de T. H. Huxley i l'humanisme de Julian Huxley.
Sobre la idea de Déu, apuntava: "La gent pot afirmar sense gaire exageració que la creença en Déu és universal. Ometen afegir que la superstició, sovint de la classe més degradada, és universal.". I "una deïtat omnipotent que sentència, fins i tot el més vil de les seves criatures a la tortura eterna és infinitament més cruel que l'home més cruel." I respecte a l'Església: "Per a mi, com a la majoria dels anglesos, el triomf del catolicisme romà significaria un desastre fora mida a la causa de la civilització." I respecte als inconformistes: "Tenen una creença supersticiosa en les pròpies paraules de la Bíblia, que és molt perillós".

## Publicacions
- Un primer d'art
- Un Manual de Pintura d'Oli, 1886
- L'Art de Pintura de Retrat, 1905
- La religió d'un artista, 1926